# Cravanzana
Cravanzana é uma comuna italiana da região do Piemonte, província de Cuneo, com cerca de 400 habitantes. Estende-se por uma área de 8 quilômetros quadrados, tendo uma densidade populacional de 50 hab/km². Faz fronteira com Arguello, Bosia, Cerreto Langhe, Feisoglio, Lequio Berria, Torre Bormida.

## Demografia
| Variação demográfica do município entre 1861 e 2011                               |
|                                                                                   |
| Fonte: Istituto Nazionale di Statistica (ISTAT) - Elaboração gráfica da Wikipedia |